# Кајл Лаури
Кајл Терел Лаури (енгл. Kyle Terrell Lowry; Филаделфија, Пенсилванија, 25. март 1986) амерички је кошаркаш. Игра на позицији плејмејкера, а тренутно наступа за Филаделфија севентисиксерсе.
Мемфис гризлиси су га драфтовали као 24. пика на НБА драфту 2006. године.

## Успеси

### Клупски
- Торонто репторси:
  - НБА (1): 2018/19.

### Репрезентативни
- Олимпијске игре:  2016.

### Појединачни
- НБА ол-стар меч (6): 2015, 2016, 2017, 2018, 2019, 2020.
- Идеални тим НБА — трећа постава (1): 2015/16.